# 日本慢性期医療協会
一般社団法人日本慢性期医療協会（にほんまんせいきいりょうきょうかい）は、慢性期医療に携わる医療機関を会員とする一般社団法人。本部は東京都新宿区にある。

## 概要
- 設立：1992年（平成4年）9月（介護力強化病院連絡協議会として設立）
- 代表者：会長 橋本 康子
- 役員数：52名
- 本部所在地：東京都新宿区富久町11-5
- 支部：27支部
- 会員数：
- 会員対象：慢性期医療に携わる医療機関等の代表者

※現在「日本病院団体協議会（通称：日病協）」に加入している。

## 沿革
- 1992年（平成4年）9月26日：介護力強化病院連絡協議会 設立
- 1998年（平成10年）4月1日：介護療養型医療施設連絡協議会に改称
- 2003年（平成15年）8月22日：日本療養病床協会に改称
- 2008年（平成20年）7月2日：日本慢性期医療協会に改称
- 2009年（平成21年）3月12日：一般社団法人 日本慢性期医療協会に移行

## 歴代役員
- 初代：天本宏
- 第2代：加藤隆正（手稲渓仁会病院 理事長）
- 第3代：木下 毅（光風園病院 理事長）
- 第4代：武久洋三（博愛記念病院 理事長）
- 第5代：橋本康子（橋本病院 理事長）